# Konik św. Mikołaja
Konik świętego Mikołaja (niderl. Het Paard van Sinterklaas, ang. Winky's Horse, 2005) – belgijsko-holenderski film wyreżyserowany przez Mische Kamp. W Polsce emitowany na kanale ZigZap.

## Opis fabuły
Winky z Chin przeprowadziła się do Holandii, aby być bliżej ojca. Niestety dostosowanie się do codziennego życia w tym kraju jest dla dziewczynki bardzo trudne. Po spotkaniu z kucykiem postanawia poprosić św. Mikołaja o własnego konia...

## Obsada
- Ebbie Tam(inne języki) jako Winky
- Mamoun Elyounoussi(inne języki) jako Samir
- Jan Decleir jako Oom Siem/Sinterklaas
- Anneke Blok(inne języki) jako Juf Sigrid
- Sallie Harmsen(inne języki) jako Sofie
- Aaron Wan jako Tata Winky'ego
- Betty Schuurman(inne języki) jako Ciotka Cor
- Peter Bolhuis(inne języki) jako Sąsiad
- Hanyi Han jako Mama
- Nori de Winter jako Maaike
- Guus Hoogeboom jako Brat
- Niels Verkooyen jako Nils
- Thijs de Vries(inne języki) jako Cas
- Lorentz Teufer(inne języki) jako Joris
- Romano jako Amerigo (Koń)

i inni